# Ярус 2
| система                                                                          | отдел        | ярус         | Ниж. граница, млн лет |
| -------------------------------------------------------------------------------- | ------------ | ------------ | --------------------- |
| Ордовик                                                                          | Нижний       | Тремадокский | 486,85 ±1,5           |
| Кембрий                                                                          | Фуронгский   | Ярус 10      | ~491,0                |
| Кембрий                                                                          | Фуронгский   | Цзяншаньский | ~494,2                |
| Кембрий                                                                          | Фуронгский   | Паибский     | ~497,0                |
| Кембрий                                                                          | Мяолинский   | Гужангский   | ~500,5                |
| Кембрий                                                                          | Мяолинский   | Друмский     | ~504,5                |
| Кембрий                                                                          | Мяолинский   | Вулиунский   | ~506,5                |
| Кембрий                                                                          | Отдел 2      | Ярус 4       | ~514,5                |
| Кембрий                                                                          | Отдел 2      | Ярус 3       | ~521,0                |
| Кембрий                                                                          | Терренувский | Ярус 2       | ~529,0                |
| Кембрий                                                                          | Терренувский | Фортунский   | 538,8 ±0,6            |
| Эдиакарий                                                                        | Эдиакарий    | Эдиакарий    | больше                |
| Деление и золотые гвозди в соответствии с IUGS по состоянию на декабрь 2024 года |              |              |                       |

Ярус 2 (англ. Stage 2) — ещё неназванный второй ярус терренувского отдела и всей кембрийской системы в Международной стратиграфической шкале. Охватывает породы, сформировавшиеся во второй век кембрийского периода, около 529—521 миллионов лет назад (всего около 8 миллионов лет). Расположен над фортунским ярусом терренувского отдела и под ярусом 3 отдела 2 кембрийской системы. Сопоставляется с томмотским ярусом в кембрийской стратиграфии Сибири. Нижняя и верхняя границы яруса Международной комиссией по стратиграфии ещё не определены. Для определения нижней границы предлагают уровни первого появления (FAD) моллюсков Watsonella crosbyi или Aldanella attleborensis. Корреляция между первыми появлениями A. attleborensis и W. crosbyi с чжуцзяцинским положительным изотопным движением углерода (ZHUCE) привела исследователей к выводу, что комбинация этих двух маркеров является надёжным индикатором границы между фортунским ярусом и ярусом 2. Предполагаемая верхняя граница может быть первым появлением трилобитов около 521 миллиона лет назад.

## Название
В 2012 году для яруса 2 было предложено название «ляолинский» (англ. Laolinian), в честь деревни Ляолинь в провинции Юньнань, Китай.

## Стратотип
Среди возможных кандидатов в глобальный стратотип (GSSP) — первое появление Watsonella crosbyi в формации Чжуцзяцин (朱家庆组) в провинции Юньнань, Китай, или в формации Пестроцвет у реки Алдан на Сибирской платформе.